# 애스베리 프랜시스 리버
애즈베리 프랜시스 "프랭크" 레버(Asbury Francis "Frank" Lever, 1875년 1월 5일 ~ 1940년 4월 28일)는 미국의 정치인이다.

## 학력
- 뉴베리 대학
- 조지타운 대학교 법학센터

## 경력
- 1901.01 ~ 1901.11 사우스캐롤라이나 하원의원
- 1901.11 ~ 1919.08 제57·58·59·60·61·62·63·64·65·66대 미국 사우스캐롤라이나 제7선거구 연방하원의원
- 1911.01 ~ 1913.01 미국 하원 교육위원회 위원장
- 1913.01 ~ 1919.01 미국 하원 농업위원회 위원장

## 역대 선거 결과
| 선거명        | 직책명                                | 대수 | 정당   | 득표율  | 득표수  | 결과 | 당락                             |
| ------------- | ------------------------------------- | ---- | ------ | ------- | ------- | ---- | -------------------------------- |
| 1900년 선거   | 하원의원 (사우스캐롤라이나 선거구)    | 대   | 민주당 | 0%      | 표      | 1위  | 사우스캐롤라이나 주의원 당선     |
| 1901년 재선거 | 하원의원 (사우스캐롤라이나 제7선거구) | 57대 | 민주당 | 100.00% | 3,101표 | 1위  | 사우스캐롤라이나주 하원의원 당선 |
| 1902년 선거   | 하원의원 (사우스캐롤라이나 제7선거구) | 58대 | 민주당 | 96.19%  | 4,220표 | 1위  | 사우스캐롤라이나주 하원의원 당선 |
| 1904년 선거   | 하원의원 (사우스캐롤라이나 제7선거구) | 59대 | 민주당 | 93.94%  | 8,726표 | 1위  | 사우스캐롤라이나주 하원의원 당선 |
| 1906년 선거   | 하원의원 (사우스캐롤라이나 제7선거구) | 60대 | 민주당 | 97.50%  | 5,191표 | 1위  | 사우스캐롤라이나주 하원의원 당선 |
| 1908년 선거   | 하원의원 (사우스캐롤라이나 제7선거구) | 61대 | 민주당 | 90.88%  | 9,950표 | 1위  | 사우스캐롤라이나주 하원의원 당선 |
| 1910년 선거   | 하원의원 (사우스캐롤라이나 제7선거구) | 62대 | 민주당 | 95.70%  | 4,762표 | 1위  | 사우스캐롤라이나주 하원의원 당선 |
| 1912년 선거   | 하원의원 (사우스캐롤라이나 제7선거구) | 63대 | 민주당 | 98.45%  | 6,660표 | 1위  | 사우스캐롤라이나주 하원의원 당선 |
| 1914년 선거   | 하원의원 (사우스캐롤라이나 제7선거구) | 64대 | 민주당 | 95.11%  | 5,232표 | 1위  | 사우스캐롤라이나주 하원의원 당선 |
| 1916년 선거   | 하원의원 (사우스캐롤라이나 제7선거구) | 65대 | 민주당 | 93.50%  | 9,817표 | 1위  | 사우스캐롤라이나주 하원의원 당선 |
| 1918년 선거   | 하원의원 (사우스캐롤라이나 제7선거구) | 66대 | 민주당 | 96.44%  | 4,761표 | 1위  | 사우스캐롤라이나주 하원의원 당선 |